# ایستگاه آتش‌نشانی (فیلم ۱۹۹۷)
ایستگاه آتش‌نشانی (انگلیسی: Firehouse) فیلمی تلویزیونی در سبک درام به کارگردانی جان مک‌ناتن است که در سال ۱۹۹۷ منتشر شد.